# Plaga de Justiniano

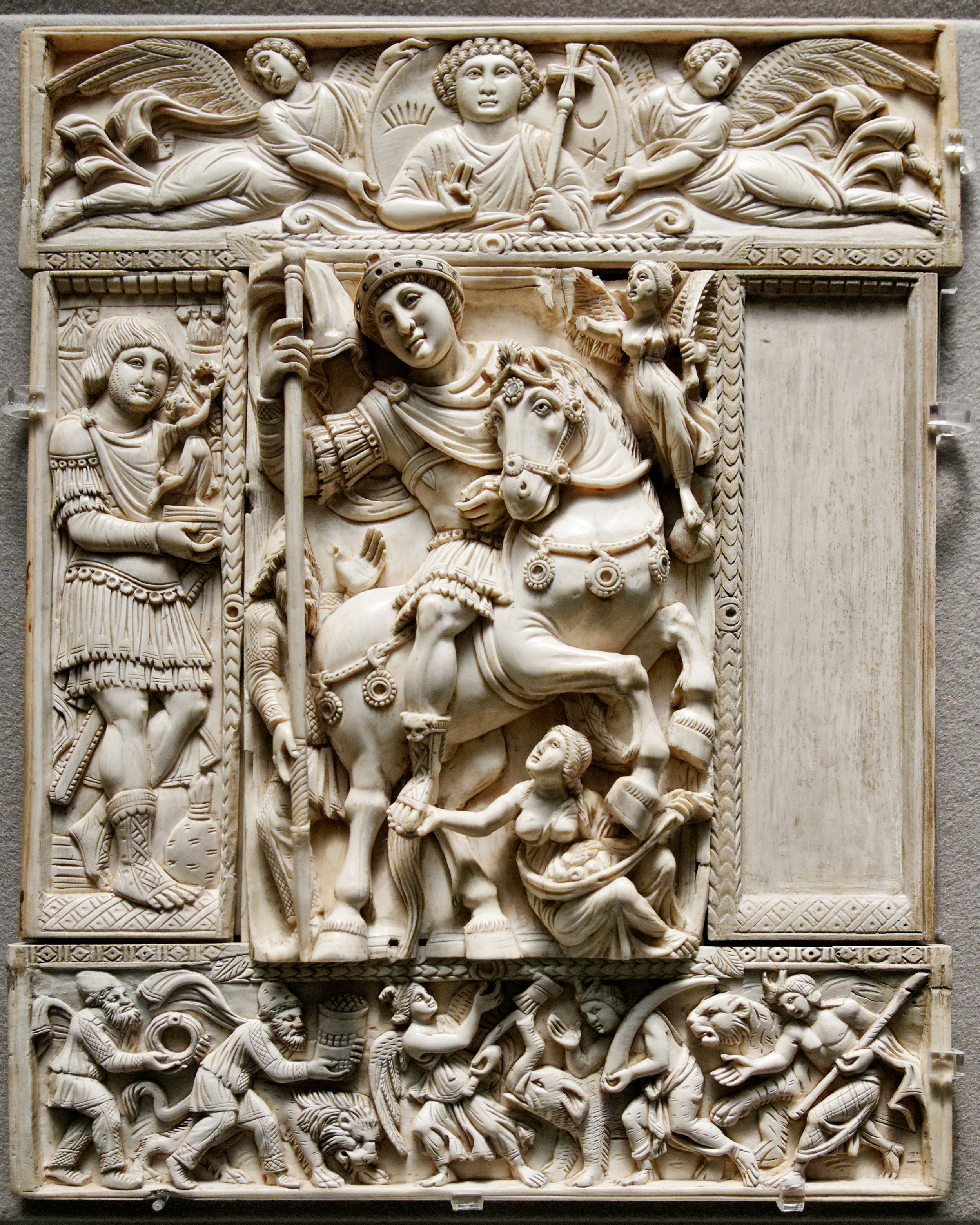
Díptico Barberini, que podría mostrar a Justiniano I.

La plaga de Justiniano fue una pandemia que afectó al Imperio romano de Oriente o Imperio bizantino, incluyendo a la ciudad de Constantinopla y otras partes de Europa, Asia y África entre los años 541 y 750. Es el inicio de la Primera pandemia de peste conocida. Se calcula que, entre estos años, la población de esos continentes perdió entre 25 y 50 millones de personas, es decir, entre el 13 % y el 26 % de la población estimada en el siglo VI. Se ha llegado a considerar como una de las más grandes plagas de la historia. Se supone que la causa fue la peste bubónica, y las investigaciones más recientes confirman que se trata de la misma plaga bubónica relacionada con las infecciones actuales o de la época medieval. Al menos dieciocho olas de peste se extendieron por la cuenca del Mediterráneo hacia áreas distantes como Persia e Irlanda entre 541 y 750.El primer brote fue del 541-4 en el Mediterráneo y hasta 549 en el norte de Europa.
La pandemia fue recurrente en torno a los puertos del Mediterráneo hasta aproximadamente el año 750, causando un gran impacto en la historia de Europa. Historiadores modernos le dieron su nombre en referencia al emperador romano Justiniano I, que regía entonces el Imperio bizantino. El impacto sociocultural en el período de Justiniano ha sido comparado al de la muerte negra. Según algunos historiadores del siglo VI, la plaga epidémica tuvo repercusiones a nivel mundial, atacando Asia, África y Europa. Los estudios tradicionales señalan el inicio del contagio, y su penetración en Europa, en el este de África, aunque recientes estudios genéticos señalan que el reservorio original de la cepa pudo estar en China.

## Características de la enfermedad
En la bibliografía, la causa más aceptada de la pandemia es la peste bubónica, que posteriormente también causaría la pandemia llamada «peste negra» en el siglo XIV, aunque un estudio de 2011 ha señalado que los agentes patógenos de estas dos enfermedades son diferentes. No obstante, podemos señalar que ambas enfermedades serían variantes de peste bubónica pero provenientes de cepas diferentes.
Así pues, esta epidemia fue causada por la bacteria Yersinia pestis. Los estudios para identificar el vector causante de la enfermedad comenzaron en 1998 cuando un grupo de biólogos liderados por Michel Drancourt, Oliver Dutour y Didier Raoult empezaron a trabajar conjuntamente con arqueólogos e historiadores. Estos investigadores extrajeron el ADN proveniente de la pulpa dentaria de cadáveres encontrados en Marsella entre 1590 y 1720. Estos estudios llegaron a la conclusión de que estos individuos sufrieron una enfermedad provocada por Yersinia pestis. Posteriormente, estas investigaciones se hicieron con cadáveres del siglo VI, encontrados en Alemania, llegando a la misma conclusión.

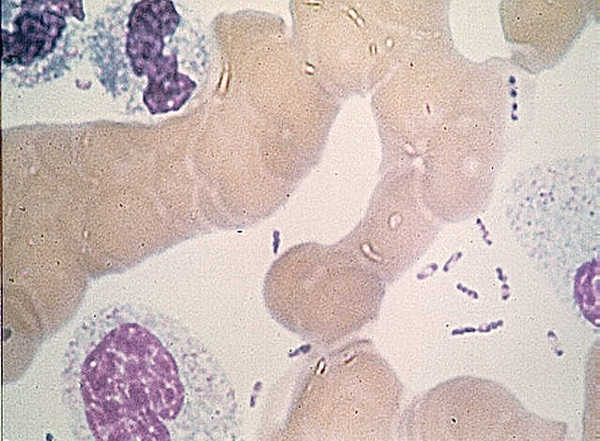
Yersinia pestis, la bacteria que causó la enfermedad.

Esta plaga es causada por la bacteria Yersinia pestis, anteriormente conocida como Pasteurella pestis. Normalmente esta enfermedad es transmitida de roedores a humanos, siendo el vehículo transmisor por excelencia la rata negra o Rattus rattus. La rata negra es un transmisor de la peste bubónica, debido a su cercanía a los hábitats del ser humano. Normalmente la plaga se transmite de las ratas a los humanos y algunas veces entre humanos. Dependiendo del vector de contagio tendremos una variante de peste bubónica u otra. Las pulgas suelen infectar a las ratas y otros roedores. El estómago de la pulga es infectado por la bacteria Yersinia pestis. En general la bacteria suele tardar unos catorce días en bloquear el estómago de su huésped. La enfermedad se produce porque al tener el estómago bloqueado la pulga no puede alimentarse y, por lo tanto, debe morder varias veces a su huésped, regurgitando finalmente el contenido de su estómago en su torrente sanguíneo. En general, todos los mamíferos pueden contraer la enfermedad, siendo los hombres, los gatos y algunos roedores más susceptibles de contraerla, mientras otros, como los perros, son más resistentes.
Esta plaga parece ser que es la primera epidemia atestiguada en la historia de peste bubónica. Posiblemente hubiese brotes anteriores, pero no han dejado documentos escritos de su existencia. Este primer brote de peste bubónica afectaría a varias partes de Europa, África y Asia desde el año 541 al 750. Posteriormente desaparecería de Europa hasta el siglo XIV, fecha en la que se propagarían los fenómenos epidemiológicos que se conocen como «peste negra». Esta segunda oleada de peste bubónica afectaría Europa hasta el año 1720 fecha en la que se registra el último brote de peste en la ciudad de Marsella. La última gran pandemia de peste bubónica se data a mediados del siglo XIX y se desarrolló hasta 1893-1923, expandiéndose desde China e India al resto del mundo.
Por otro lado podemos decir que la propagación de Yersinia pestis en el estómago de la pulga alcanza condiciones óptimas a una temperatura por debajo de 27,5 °C. Esta temperatura sería la que se daría en el este y centro de África después del cambio climático del año 535-536. Con esta temperatura la bacteria libera una enzima que provoca una rápida expansión en el estómago de la pulga. La reducción de la luz solar debido a los cambios climáticos provocaría que muchas zonas de África estuvieran dentro de este intervalo de temperatura. Este fenómeno provocaría una rápida expansión de la epidemia. Las temperaturas más frescas favorecerían, por lo tanto, la propagación de la enfermedad.

## Origen

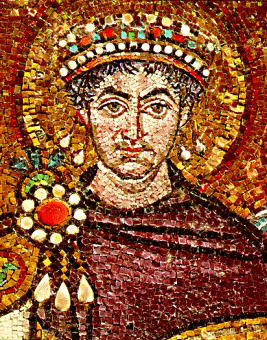
Mosaico representando a Justiniano, Emperador de Bizancio, durante cuyo mandato se desencadenó la plaga que lleva su nombre.

Los últimos estudios han permitido esclarecer mejor el vector de contagio de roedores a humanos.En verano del año 541 se descubrió por primera vez un brote de peste bubónica (Yersinia pestis) en la ciudad portuaria egipcia de Pelusium, que conectaba el territorio imperial con el Mar Rojo. Desde allí la enfermedad se extendió rápidamente hacia el este, a lo largo de la zona costera hacia Gaza, y hacia el oeste, hasta Alejandría. Según literatura de la época, en la primavera de 542, la bacteria ya había llegado a Constantinopla y se había extendido por Siria, Anatolia, Grecia, Italia y el norte de África.

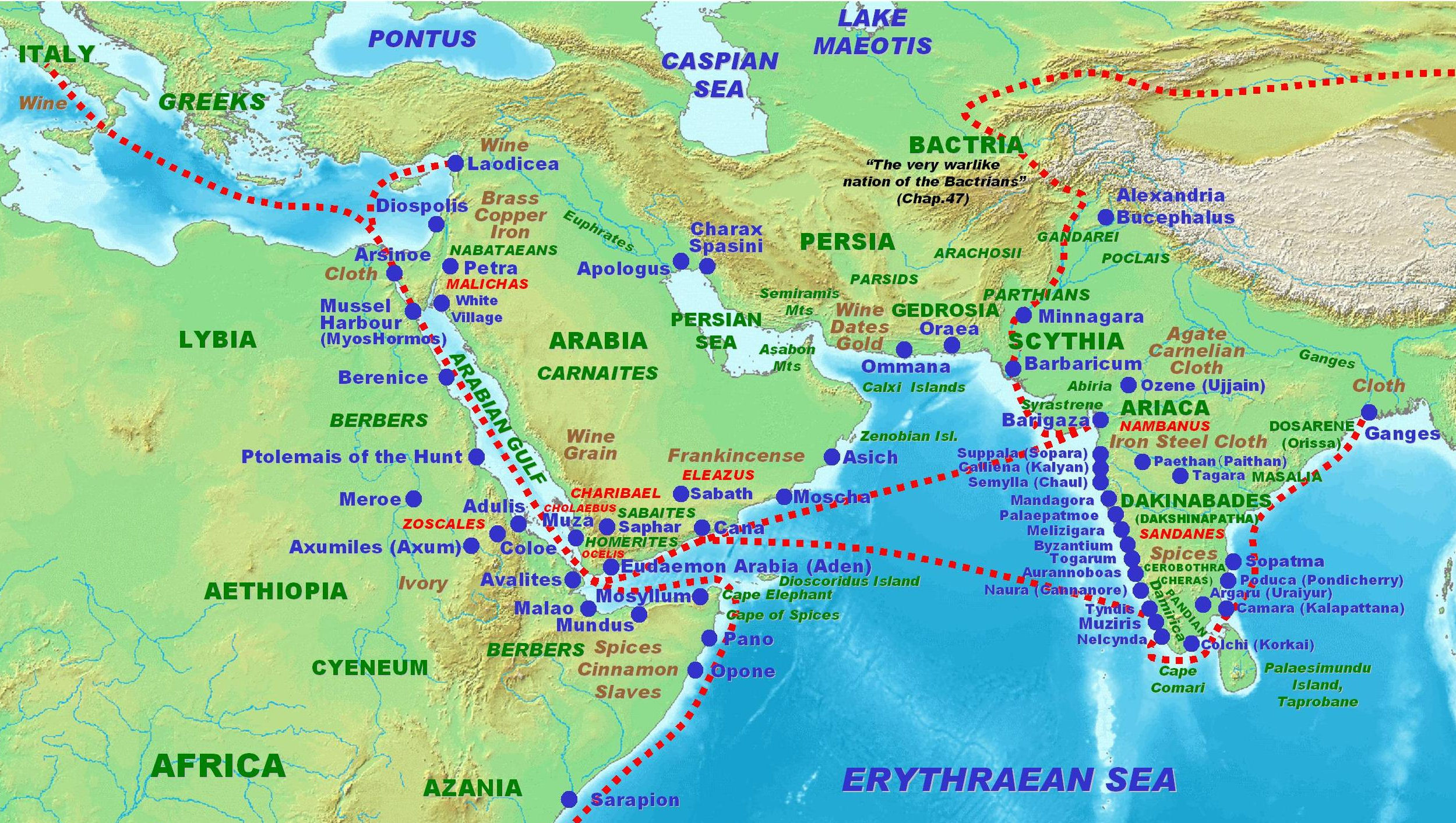
Las enclaves comerciales del este de África son los lugares más aceptados como origen de la epidemia.

Según las fuentes disponibles, la epidemia surgió en algún lugar del este de África y desde allí se trasladó al Alto Egipto y al Mediterráneo. Uno de los posibles orígenes de la epidemia pudo ser Rhapta, en Tanzania, que es descrita como un importante enclave comercial por el geógrafo griego Claudio Ptolomeo y por el Periplo del mar Eritreo. Estas fuentes nos señalan que era un próspero centro comercial que se dedicaba al comercio de marfil, conchas de tortugas y cuernos de rinocerontes. La ciudad estaba cerca de un río, no muy lejos del mar. Esta plaza comercial estaba dominada por los comerciantes árabes del Yemen. Los mercaderes árabes se casaban con las mujeres locales e importaban a la zona grano, vino, productos de hierro y vidrio. Rhapta era uno de los enclaves comerciales situados más al sur de África. No obstante, otros puertos importantes eran Opone, que es la actual ciudad de Ras Hafun, Essina y Toniki en Somalia.
Opone estaba estratégicamente situada en una isla conectada a la costa por una barrera arenosa y tendría cientos de habitantes. Esta ciudad fue abandonada durante el siglo VI, fecha en la que se datan los últimos restos cerámicos. Hasta esta fecha fue un centro importante donde pasaban las rutas comerciales del Mediterráneo, la India y África.
Los puertos de Essina, Toniki y Raphta no han podido ser detectados arqueológicamente, lo que parece indicar, que al igual que Opone, estos puertos debieron desaparecer en el siglo VI. 
El siglo VI debió de ser un periodo dramático en la historia del Este de África, ya que muchos enclaves comerciales importantes desaparecieron. Este periodo catastrófico se puede relacionar con el periodo de declive demográfico que se vive en Europa durante este mismo siglo, a consecuencia de la plaga de Justiniano. Además el Este de África es un reservorio natural de los animales que difunden la peste bubónica.
El yacimiento de Unguja ukuu en Zanzíbar ha mostrado evidencias de que zonas tan alejadas de África tenían contactos con el Imperio romano, ya que se ha encontrado cerámica romana proveniente del norte de África que se ha datado por radio carbono en la segunda mitad del siglo VI. También se han hallado huesos de Rattus rattus y otros roedores, que los habitantes de ese lugar utilizaban como alimento. Todo esto provocó que se dieran las condiciones adecuadas para que se propagara la epidemia.
Hoy en día se reconocen como lugares endémicos de la peste bubónica la zona del Himalaya, el centro y este de África y las estepas asiáticas. La epidemia del siglo VI parece haberse originado en África y no en Asia. No encontramos testimonios de peste bubónica en Asia hasta el siglo VII. China fue infectada por la epidemia pero cien años después y posiblemente lo sería desde Persia, infectada, a su vez, por su contacto con el Imperio bizantino. Por otro lado no hay evidencias de peste bubónica en las estepas asiáticas hasta bien entrada la Edad Media.
Las fuentes primarias, como Evagrio Escolástico, señalan que la epidemia provenía de África, más en concreto de Etiopía o Aethiopea. Siguiendo estas teorías las primeras zonas afectadas de esta pandemia serían las zonas de Etiopía y el Yemen, alrededor del año 540.
David Keys señala que la propagación de la epidemia, en esta época está relacionada con los cambios climáticos sucedidos durante los años 535 - 536. Estos cambios se centrarían en la disminución de la luz solar que entraría en la tierra debido al oscurecimiento del sol. Para el autor, las consecuencias de este fenómeno provocarían un auténtico caos que se traduciría en hambre, epidemias, migraciones e inestabilidad política de muchas regiones. Sería un fenómeno mundial que afectaría a África, Europa, Asia, Mesoamérica y Sudamérica. En cuanto a la epidemia los cambios climáticos provocarían excesivas lluvias seguidas de sequías que provocarían la expansión de los vectores que propagaban la epidemia. En el este de África hay gran cantidad de especies que pueden propagar la epidemia como ratones o gerbilinos. Los gérbilinos tienen un carácter muy territorial y se pueden desplazar varios kilómetros para habitar otros lugares. Estos gérbidos pudieron ir infectando a otros roedores y así extender la enfermedad. Estos roedores pudieron contagiar la enfermedad a la rata negra o Rattus rattus que es uno de los principales vectores de la epidemia.
En Europa una de las primeras fuentes que parecen hablar de este cambio climático es el historiador Procopio de Cesarea que señala que durante estos años el Sol estaba como apagado, sin luz y que provocó gran terror en mucha gente. Este cambio climático favorecería la expansión de los vectores de la epidemia como pueden ser las pulgas o los roedores y su desplazamiento a diversos lugares del mundo. El cambio climático, según Keys, pudo ser provocado por una gran erupción volcánica u otro factor que provocase una gran explosión que liberase millones de toneladas de polvo a la atmósfera. Keys centra sus pruebas en la dendrocronología, estudiando los anillos de los árboles de lugares como Escandinavia y Europa occidental, observando que se produce una reducción de su grosor desde el año 536 al 542, no recuperándose su tamaño hasta el año 550. Estas perturbaciones explicarían los anomalías climáticas que se observan en algunos lugares como Britania del año 535 al 555.

## La epidemia en el Imperio bizantino o Imperio romano de Oriente
La epidemia se extendió desde el año 541 por todas las partes del Imperio bizantino. Destacan las descripciones que realizaron varios autores contemporáneos sobre cómo la enfermedad afectó a la capital del Imperio, Constantinopla. La primera ciudad afectada fue el puerto de Pelusium, que era un centro comercial por el cual entraban las mercancías provenientes de Egipto y África. Esta ciudad es la zona de entrada natural al Mediterráneo, siendo utilizada por muchos invasores a lo largo de la historia. Los barcos solían llegar a Pelusium mediante un canal creado por el emperador Trajano varias siglos antes. Después de devastar Pelusium, siguiendo los canales comerciales habituales, la epidemia se desplazó a Alejandría. Desde Alejandría, posiblemente debido a la Anona o distribución de trigo, la enfermedad llegó a Constantinopla y Antioquía.
El historiador y eclesiástico, Juan de Éfeso nos señala cómo la gente fue afectada por una enfermedad que consistía en la aparición de bubones, ojos sanguinolentos, fiebre y pústulas. Las personas solían morir en dos o tres días, rápidamente después de un largo periodo de confusión mental. Juan de Éfeso intenta señalar, sobre todo, la rapidez del contagio, siendo en los centros públicos como iglesias y mercados donde había más víctimas. No obstante, este historiador señala que algunas personas conseguían recobrarse aunque solían morir por infecciones posteriores. El origen para el historiador está claro, era un castigo de Dios a la humanidad por sus pecados y su misión era informar a las generaciones posteriores de los posibles castigos que Dios tenía preparados para la humanidad. Nos informa del primer brote de peste de este ciclo ocurrido en Bizancio ocurrido entre el año 541 al 543.
Juan de Éfeso destaca, en su descripción, cómo la peste dejó asoladas y sin habitantes diversas partes del Imperio, atacando por igual a ricos y pobres, y dejando villas, pueblos y ciudades sin habitantes. El principal problema en la capital, según el autor, eran los cuerpos sin enterrar de las personas que se morían en las calles, en las iglesias, en los porches y en las esquinas. El autor señala varias cifras sobre la cantidad de muertos diarios: 5000, 7000, 12.000, es decir, al final de la epidemia habría alrededor de unas 300.000 bajas. Si bien las cifras son discutidas por diversos autores, esta gran mortandad paralizó la ciudad y su abastecimiento. El historiador bizantino Procopio de Cesarea registró que, en su clímax, la peste llegó a matar hasta 10.000 personas diariamente en la ciudad, aunque esta cantidad no se puede comprobar.
Las respuestas de las autoridades imperiales ante estos hechos fueron las siguientes: por un lado realizaron un recuento de muertos y por otro lado organizaron cementerios especiales para enterrar a las víctimas. Juan señala cómo había diversos barcos que se dedicaban a sacar los cuerpos de la ciudad y colocarlos en lugares especiales escogidos para ello. Al principio las medidas de desalojo de cadáveres consistieron en llenar los barcos de cadáveres y lanzarlos al mar. Después, el emperador Justiniano decidió disponer grandes fosas comunes para depositar los cadáveres al otro lado del mar en las afueras de la ciudad, en el norte, al otro lado del Cuerno de Oro. El encargado de realizar esta tarea fue el Referendarii Teodoro, uno de los cargos civiles más importantes de la ciudad. Justiniano dio a Teodoro grandes cantidades de dinero e instrucciones precisas para realizar esta tarea. Teodoro gastó grandes cantidades de dinero para contratar a personas que cavaran estas grandes fosas y trajeran los cadáveres.
Según nos narra Procopio en su Historia Secreta el primer brote de la epidemia provocó una serie de conspiraciones políticas. En este primer brote fue afectado el emperador Justiniano, lo que llevó a una serie de conspiraciones y movimientos políticos en cuanto a la sucesión. Este problema se solucionó debido a que Justiniano se recobró de la enfermedad.

## Expansión y ciclos epidémicos

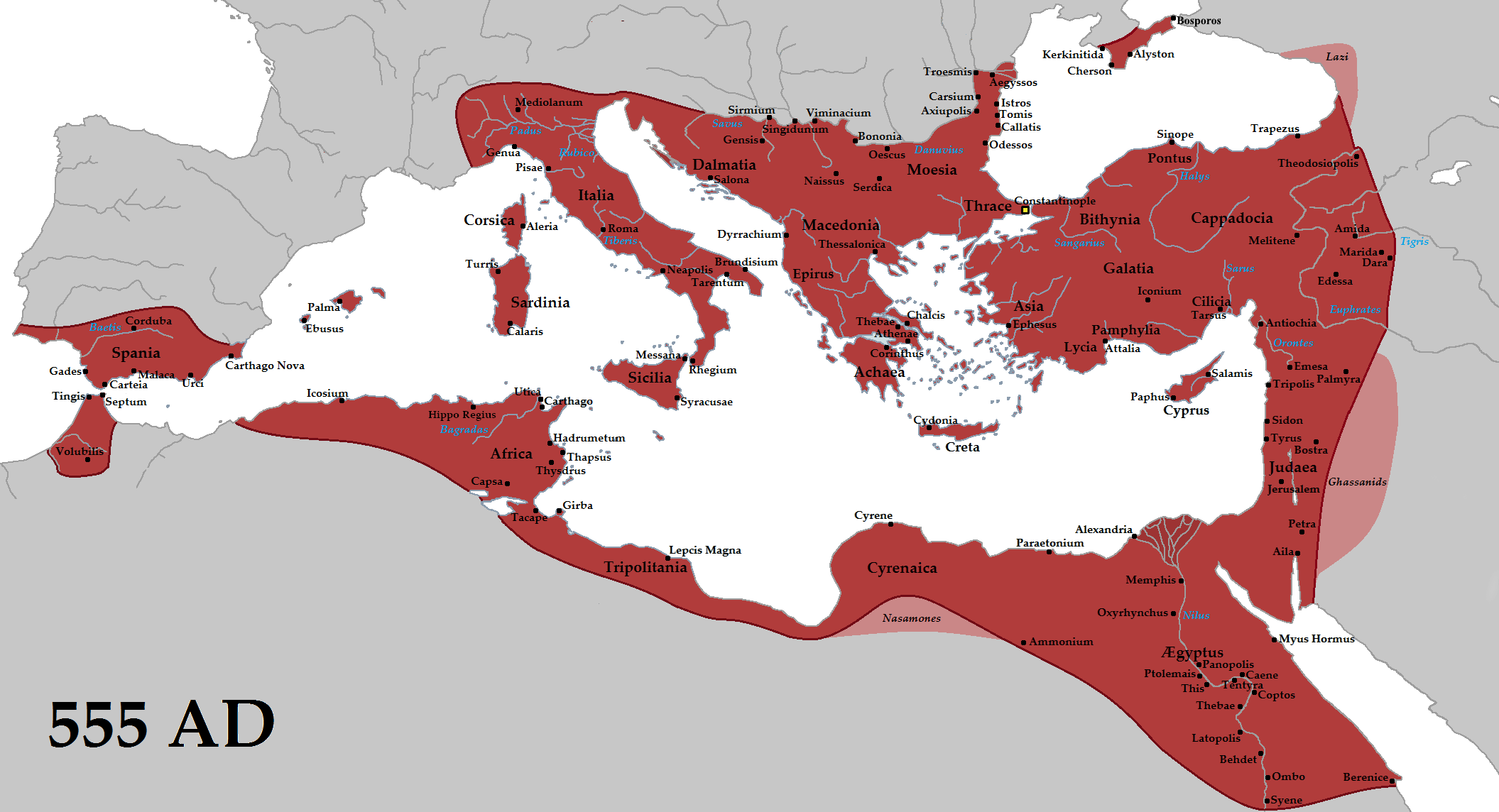
La reconquista de Justiniano devolvió al Imperio el control del Mediterráneo pero también propició la rápida expansión de la epidemia.

La pandemia se fue extendiendo por los puertos del Mediterráneo, continuando luego por el territorio europeo, alcanzando en el norte, a Dinamarca y al oeste a Irlanda. Uno de los propagadores de la epidemia fue la rata negra que es una especie que suele habitar en los lugares próximos a la actividad humana como pueden ser granjas, almacenes, mercados, puertos, barcos y cualquier tipo de ciudad o villa. En algunas ocasiones se suele denominar a esta especie como Rata de los barcos o rata de las casas. En condiciones ambientales óptimas, un par de ratas negras puede tener al año, gran cantidad de descendientes. Es una especie muy agresiva, muy adaptativa y cuya dieta es muy amplia, pudiendo comer insectos, carne, huesos y frutas. Las ratas serían transportadas por los barcos y con ellas viajaría la enfermedad.
La epidemia se trasladó del este de África hacía al Imperio bizantino debido al comercio. El marfil era un objeto de lujo muy demandado por las altas clases bizantinas. Con este producto se realizaban tablas para escribir, juguetes, relicarios y otras obras de arte. Durante el siglo VI los elefantes del mar Rojo y Eritrea estaban prácticamente extintos debidos a su masiva explotación los siglos anteriores, pero en Kenia y Tanzania todavía había abundantes elefantes y, por lo tanto, eran la fuente básica para las cantidades de marfil que el Imperio bizantino solicitaba. El Imperio bizantino importaba como media unas cincuenta toneladas de marfil cada año del este de África, que suponía la muerte de cinco mil elefantes.
La pandemia continuó con brotes locales y esporádicos hasta aproximadamente el año 750. La enfermedad se expandió a Persia después de infectar al Imperio bizantino debido a las campañas militares entre ambos imperios.
La peste bubónica es una enfermedad que se transmite entre los humanos a partir de varios ciclos o brotes epidémicos a lo largo del tiempo. El escritor de la iglesia Evagrio Escolástico vivió durante cuatro de esos grandes brotes que se repetían cada 8 o 10 años. En su obra nos relata como en el transcurso del primer brote de peste bubónica, durante el año 541 al 543, fue afectado por la enfermedad cuando era un escolar y como en los ciclos posteriores fue perdiendo a su mujer, a sus hijos y a toda su familia. Escribió este relato a los 58 años en la ciudad de Antioquía.
Esta variante de la peste bubónica afectó a varias partes del mundo y no es hasta el año 543 cuando se registran los últimos brotes de peste desapareciendo hasta el siglo XIV.

### Primer brote
El primer brote aparecería en torno a 540 - 541 y duraría hasta 547 - 548, dependiendo de las cronologías que se utilicen para datar la epidemia en las islas británicas. El primer brote siempre es el más extenso y mortífero y por lo tanto afectaría a Etiopía, el norte de África, Europa oriental y occidental, el Imperio persa, el Imperio bizantino y el Yemen. Las primeras zonas afectadas serían Etiopía y Yemen alrededor del año 540 y después afectaría al Imperio bizantino y Persa del 541 al 543, por último llegaría a Europa Occidental a partir del año 543 - 544.

### Segundo brote
Según el abogado y escritor Agatías desde el año 558 - 561 se produciría un nuevo brote. Este brote sería especialmente grave durante la primavera del año 558 en Constantinopla muriendo muchas personas.

### Otros
Evagrio nos informa de la presencia de la epidemia de peste bubónica en el año 594 en Antioquía.
Según la fuente, Los milagros de San Demetrio, la ciudad de Tesalónica, al igual que otras partes del Imperio bizantino, fueron devastadas por una epidemia entre los años 597, aunque se desconoce la naturaleza de esta enfermedad. La ciudad de Tesalónica fue especialmente afectada debido a que en ese momento estaba siendo asediada por una horda de ávaros.

## Consecuencias

### Económicas y demográficas
El Imperio bizantino se encontraba en guerra con los vándalos en la región de Cartago, con los ostrogodos en la península italiana y con el Imperio sasánida. Además se habían realizado grandes esfuerzos económicos para la construcción de grandes iglesias como la iglesia de Santa Sofía. La peste tuvo efectos catastróficos sobre la economía, al disminuir los ingresos por impuestos, paralizó las actividades comerciales y devastó grandes asentamientos y núcleos urbanos dedicados a la agricultura que eran vitales para el desarrollo del Imperio causando graves conflictos. No hay que olvidar que la Rata negra, uno de los principales vectores propagadores de la epidemia, se siente atraído por los cultivos de los campos o por los almacenes donde se guardan las cosechas.
Juan de Éfeso describe cómo afectó al medio rural y urbano la epidemia, debido a que señala cómo los campos se quedaron abandonados al igual que el ganado, es decir, el medio rural quedó muy afectado. Otro ejemplo de esta devastación en el mundo rural serían las evidencias sobre las plagas de langostas que se expanden por el mediterráneo en este período. Estas invasiones fueron frecuentes desde el 570 al 670 en la Europa Occidental y en el Próximo oriente. En el 576 una plaga de langostas atacó Siria e Irak. En el año 578, según nos señala el cronista Gregorio de Tours una plaga de langostas devastó Hispania, siendo especialmente fuerte en los alrededores de la capital Toledo. Gregorio señala cómo atacaron las vides, frutas y cualquier planta aniquilándolo todo. El autor nos cuenta cómo este problema duró alrededor de cinco años y cómo después la nube de langostas se expandió por el resto de provincias del Reino visigodo. Las plagas de langostas son frecuentes en los territorios abandonados de cultivo, por lo tanto, estos extensos territorios abandonados pueden ser debidos a la epidemia. Las langostas prefieren aquellos territorios donde hay diversas variedades de especies vegetales y esto es frecuente en los antiguos terrenos agrícolas si se compara con aquellos territorios que son cultivados y mantenidos. Las especies salvajes proliferan en los territorios abandonados lo que proporciona más opciones de alimentación para las langostas y por lo tanto provoca que su reproducción en estos terrenos sea más prolífica. Se considera que el Imperio bizantino perdió entre el 13–26% de su población.

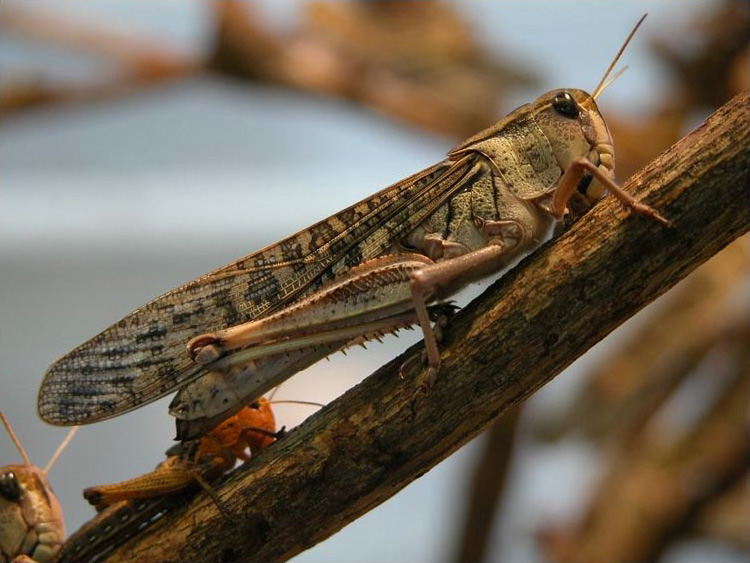
Las plagas de langostas son una consecuencia de la despoblación que provocó en el medio rural la plaga de Justiniano.

Durante esta pandemia a lo largo del siglo VI y VII, numerosos pueblos y villas debieron de quedar sin población. Juan de Éfeso y Evagrio parecen coincidir en sus relatos al señalar este fenómeno. Se han señalado numerosos asentamientos que pudieron quedarse sin habitantes o verse especialmente dañados en cuanto a su demografía durante estos ciclos epidemiológicos como pueden ser Anamur, Anazarba, Canbazli, Corcycus y Dag Pazari en el sur de Turquía; El Bara, Sinhar, Deir Sim´an, Serjilla y Kfer en el norte de Siria y Dougga, Sbeitla, Thuburbo Maius y el norte de Cartago en el norte de África. Esta despoblación afectó a los núcleos rurales y urbanos. Los estudios demográficos de Dougga han señalado que esta ciudad pierde el 70% por ciento de su población durante los años 550-600 y Cartago pierde el 50% de su población durante los años 550- 650.
La plaga ayudó al declive de los mercados urbanos, las comunicaciones y el gobierno urbano, que en grandes partes de Asia, la zona más rica del Imperio bizantino, quedaron colapsadas. Las ciudades dejaron de ser un foco de resistencia y seguridad ante las invasiones y no pudieron controlar el territorio, como habían hecho hasta entonces. Constantinopla, la capital del Imperio bizantino debió de tener antes de la pandemia una población aproximada de medio millón de habitantes. En torno a 750 el número de habitantes se reducía a unas trescientas mil personas. No obstante, esta reducción tan drástica, del 40%, se debe a varios factores no sólo epidemiológicos sino también climáticos y bélicos.
No debemos olvidar los problemas que originó en el comercio. La plaga redujo la población y destruyó numerosos puertos. El comercio de marfil del Imperio bizantino con el este de África cesó. Este hecho lo podemos observar en la cantidad de obras de arte de marfil bizantinas que han perdurado hasta la actualidad. Del año 400 al 540 se han conservado ciento veinte piezas pero del año 540 al 700 sólo se han conservado seis. A partir del año 540 el comercio del marfil se detuvo y las cantidades de este material que llegaban al Imperio eran mínimas.
En general, según las estimaciones más recientes, el Imperio bizantino reduciría su tasa impositiva durante el siglo VI - VII, aproximadamente en un tercio.
El primer brote de peste provocó una mayor austeridad en la corte bizantina, como se puede observar en el ceremonial y en el vestuario utilizado.

### Territoriales

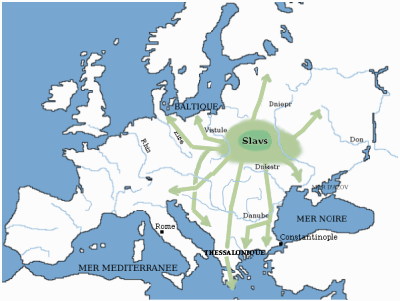
Las invasiones eslavas del fueron ayudadas por las pérdidas demográficas que sufrieron el Imperio bizantino y el este de Europa, debido a las epidemias.

La plaga perjudicó los planes de Justiniano de restaurar el Imperio romano y su conquista de los territorios de occidente. También permitió diversas Invasiones bárbaras, iniciadas por distintos pueblos que formarían nuevos reinos y estados. En 557 y en 558 un pueblo de origen asiático denominado ávaro, procedente de Mongolia arrasó diversas partes del este de Europa como los Balcanes y Grecia. Esta invasión se relaciona con la pérdida demográfica y debilidad que sufrió el Imperio romano de Oriente después de largos años de epidemias y guerras. Hacia 568 los ávaros se habían extendido por el este de Hungría, el oeste de Rumanía, Eslovenia, Moravia, Bohemia, el este de Alemania y el oeste de Ucrania. No obstante, hay que citar las invasiones de los pueblos eslavos, vasallos de los pueblos ávaros y que se instalaron permanentemente el este de Europa, invasiones históricamente más importantes. Las invasiones de estos pueblos cambiaron el panorama político europeo.
Las invasiones de ávaros y eslavos empezaron a ser especialmente fuertes a partir del 541, año que coincide con el primer gran ciclo de mortalidad de la plaga de Justiniano. La epidemia reduciría la población del Imperio bizantino y por lo tanto, la resistencia a la invasión que ofrecieron las zonas del este de Europa fue menor. Las invasiones eslavas habían empezado a ser especialmente fuertes a partir del año 536. En el año 545 cuando los territorios imperiales habían salido recientemente del primer ciclo de esta plaga, los eslavos lanzaron otra gran invasión. Procopio de Cesarea señala la dureza de esta campaña, en el que los invasores recurrían al empalamiento de sus víctimas. Otra invasión se produjo entre los años 558 y 559 y asoló Grecia y los alrededores de Constantinopla. En el año 560, ante la negativa del Imperio de conceder tierras a estos pueblos, estos invadieron Hungría. En el año 578 los ávaros comienzan el asedio de Sirmio, una de las ciudades bizantinas más importantes del este de Europa, ya que controlaba las rutas de comunicación entre las partes occidentales y orientales del Imperio. Tras dos años de un largo asedio, la ciudad fue conquistada. En 586, estos pueblos, saquearon las zonas de Grecia y asediaron Tesalónica, considerada la segunda ciudad más importante del Imperio. Según cuenta la fuente Los Milagros de San Demetrio, la ciudad de Tesalónica estaba en una situación delicada debido a que había sido diezmada por una epidemia, pero se salvó del ataque debido a la intervención sobrenatural del patrono de la ciudad, San Demetrio.
Los pueblos ávaros y eslavos se aliaron a otro pueblo bárbaro procedente de Germania, los lombardos. Estos pueblos procedían de la actual República Checa y Eslovaquia y acabaron invadiendo los territorios imperiales del norte de Italia y la Toscana.
La reducción de la base impositiva del imperio bizantino provocó que fuera susceptible al ataque de pueblos bárbaros como los ávaros, ya que hasta ese momento el Imperio había podido pagarles dinero a cambio de su retirada. Los largos años de epidemias, ataques bárbaros y guerras debilitaron los efectivos militares y financieros tanto del Imperio Persa como del Imperio bizantino y los hicieron susceptibles a las rápida conquista por parte del ejército árabe que se produciría en el siglo VII. El Imperio bizantino perdió territorios en la península balcánica, fuente imprescindible de recursos humanos para el ejército. Tras estas pérdidas, el Imperio bizantino solo fue capaz de reclutar un ejército de 30.000 o 40.000 hombres, cuyo mando estaba repartido entre varios generales.

### Sociales
Los sucesivos brotes de epidemia crearon un clima de inestabilidad social que culminó con una serie de revoluciones. Un ejemplo es la revolución de Focas contra el emperador Mauricio durante el 602 en el Imperio bizantino. La revuelta contra la familia imperial empezó, como otras revueltas del Imperio, en el hipódromo, encabezada por la facción de los «verdes». El reinado de Focas se caracterizó por la represión, la inestabilidad social y las revueltas.

## Historia de las investigaciones
Los primeros estudios contemporáneos sobre esta epidemia se remontan al siglo XIX, en concreto a los estudios del alemán Valentín Seibel, que en 1857 realizó un estudio de las fuentes griegas y latinas sobre esta enfermedad. En 1880, el alemán Alfred von Kremer realizó este mismo estudio, pero centrándose en las fuentes árabes.
A partir de los años sesenta se produce un periodo de desarrollo en las investigaciones sobre la plaga de Justiano. Una obra clásica es la realizada en 1969 por Jacques Le Goff y Jean-Noël Biraben relacionados con la escuela de los annales.
Se puede decir que el principal problema de las investigaciones es que el área geográfica que hay que cubrir es amplia y culturalmente muy rica y, por lo tanto, hay pocos investigadores con los conocimientos suficientes para poder leer todas las fuentes primarias de los lugares en los que afectó la epidemia. En 1989, el investigador Jean Durliat mostró todos estos problemas. El historiador investigó, además de las fuentes narrativas, la historia del arte, la arqueología, la epigrafía, la paleografía y numismática. No obstante, llegó a la conclusión de que el efecto real de la epidemia no fue tan catastrófico como se había pensado tradicionalmente.

## Personajes célebres afectados por la epidemia
- Justiniano I. Emperador bizantino afectado en el brote que asoló Constantinopla y el Imperio bizantino durante el 541 - 542. Sobrevivió.
- Evagrio Escolástico. Historiador de la Iglesia, fue afectado cuando era un estudiante, durante el primer brote de la epidemia. Sus familiares fueron muriendo en los posteriores brotes de la epidemia. Sobrevivió.
- Pelagio II. Papa. Muerto durante un brote de esta epidemia en el 590.